# Politique étrangère de la Grèce
La politique étrangère de la Grèce, membre de l'Union européenne et de l'OTAN, est principalement dominée par ses relations historiquement tendue avec la Turquie voisine, avec qui il reste des différends sur le tracé de la frontière dans la mer Égée et l’occupation illégale de Chypre. En 2020, le ministre des Affaires étrangères est Níkos Déndias.

## Généralités
La Grèce entretient à ce jour des relations diplomatiques avec presque tous les pays du monde:
 ambassade –  Ambassade grecque dans un autre pays
 Consulat général  Pas de représentation –  Grèce
Le ministère des Affaires étrangères dispose d'un département consacré à la diaspora grecque dans le monde.

## Participation aux organisations internationales
La Grèce est membre de la plupart des grandes organisations régionales et internationales: AIE, AIEA, Banque européenne d'Investissement, BERD, BIT, BRI, CIO, Conseil de l'Europe, Francophonie, FMI, IDA, IFC, Interpol, ISO, OIM, OMI, OCDE, OSCE, OACI, OCEMN, OMD, Groupe Craiova
En 1967, l'affaire grecque est portée par plusieurs pays européens devant la Commission européenne des droits de l'homme, alléguant de violations de la Convention européenne des droits de l'homme (CEDH), par la junte grecque alors au pouvoir. Le pays quitte le Conseil de l'Europe en 1969 et ne le réintègrera qu'en 1976, faisant de la Grèce le seul pays à avoir quitté l'Assemblée.
La Grèce est élue en 2004 au siège de membre non-permanent du Conseil de sécurité des Nations unies, qu'elle occupe en 2005 et 2006. Elle est de nouveau candidate à ce siège pour la période 2025-26.

## Relations bilatérales

### Relations avec la Turquie
Compte tenu de l'Histoire complexe entre ces deux pays, les relations actuelles de la Grèce avec la Turquie sont ponctués d'échanges tendus et de réconciliation. Les deux pays sont aujourd'hui membres de l'OTAN et des Nations unies et sont alliés. La Grèce est devenue indépendante vis-à-vis de l'Empire ottoman, dont la république de Turquie contemporaine est l'État héritier. En outre, la Grèce affronte l'Empire ottoman durant les guerres balkaniques et la Première Guerre mondiale ainsi que les Turcs dirigés par Mustafa Kemal entre 1921 et 1923, affrontements dont les conséquences humaines sont désastreuses pour les deux belligérants. Toutefois, le Premier ministre hellénique Elefthérios Venizélos signe un traité d'amitié avec la Turquie d'Atatürk en 1930 et se rend même à Istanbul pour une visite d'État, ce qui contribue à normaliser les relations diplomatiques. En 1934, les deux pays deviennent membres de la Ligue balkanique qui se constitue avec la Yougoslavie et la Roumanie : il s'agit d'un pacte d'entente, d'assistance mutuelle et de coopération, que l'on peut comparer à la Petite Entente signée en Europe centrale. Durant la Seconde Guerre mondiale, la Turquie, restée neutre, envoie des navires de ravitaillement pour soulager la grande famine de l'hiver 1941-42. L'après-guerre est marquée par les pogroms anti-grecs de 1955 dans la ville d'Istanbul et l'épineuse question chypriote. En 1974, l'invasion de Chypre par l'armée turque provoque un coup d'État fomenté par le général Nikos Sampson pour précipiter le rattachement de l'île de Chypre à la Grèce, ce qui échoue. Malgré l'intervention des Nations unies et l'engagement de son secrétaire général Kofi Annan, Chypre se divise en deux : au sud, la république de Chypre ; au nord, la république turque de Chypre du Nord, qui n'est pas reconnue internationalement sauf par la Turquie. La république de Chypre est considérée par les Nations Unies et par la communauté internationale comme le seul État légitime de l'île.
Chypre n'est pas la seule pierre d'achoppement entre les deux États. Le 7 décembre 2017, le président turc Recep Tayyip Erdoğan, alors en visite officielle à Athènes, annonce vouloir réviser le traité de Lausanne, estimant que son pays n'a pas pu faire valoir ses revendications en mer Égée : « Il faut une mise à jour, dans ce traité il y a des questions en suspens et des choses incompréhensibles, il a été signé il y a 94 ans. » La réponse grecque, formulée par le président Prokópis Pavlópoulos a été directe : « Le traité n’est pas négociable, il n’a besoin ni de révision ni de mise à jour. » De surcroît, la crise migratoire que traverse l'Europe a contribué à tendre encore un peu plus les relations bilatérales,. En février 2020, Erdoğan a annoncé qu'il ne respecterait plus l’accord prévoyant que les migrants restent dans son pays en échange d'une aide financière européenne et qu'il laisserait par conséquent les réfugiés traverser la frontière gréco-turque. Le Premier ministre grec Kyriakos Mitsotakis a réagi très fermement en annonçant la fermeture de la frontière et le renvoi systématique des réfugiés vers la Turquie. « Le chantage du président turc, Erdoğan, ne marchera pas. Nous ne tolérerons aucune entrée illégale », a, en outre, déclaré le vice-ministre des Affaires étrangères Miltiadis Varvitsiotis. La chancelière allemande Angela Merkel a jugé « inacceptable » que la Turquie fasse pression sur l'Union européenne « sur le dos des réfugiés. » De son côté, l'Union européenne a déploré ce « chantage » et a appelé à une résolution pacifique de la situation par les voix de la présidente de la Commission Ursula von der Leyen et du président du Conseil européen Charles Michel.
Néanmoins, il faut souligner que la Grèce et la Turquie ont aussi su s'entraider et être solidaires l'une de l'autre lorsque les événements l'exigeaient. En 1999, les deux pays sont touchés par deux séismes à Izmit en août, puis à Athènes un mois plus tard,. La Grèce est le premier pays à dépêcher une aide humanitaire auprès des victimes, tandis que la Turquie se distingue par son dévouement après le séisme qui toucha Athènes quelque temps après L'amitié entre le ministre grec des Affaires Étrangères Georgios Papandréou et son homologue turc permet de réchauffer les relations bilatérales. Également, la Grèce soutient l'adhésion de la Turquie à l'Union européenne. En 2006, deux avions respectivement de l'armée grecque et de l'armée turque entrent en collision, ce qui provoque la mort du pilote grec. Pour autant, Athènes et Ankara ont assuré que cela n'affecterait pas leurs relations.

### Relations avec Chypre

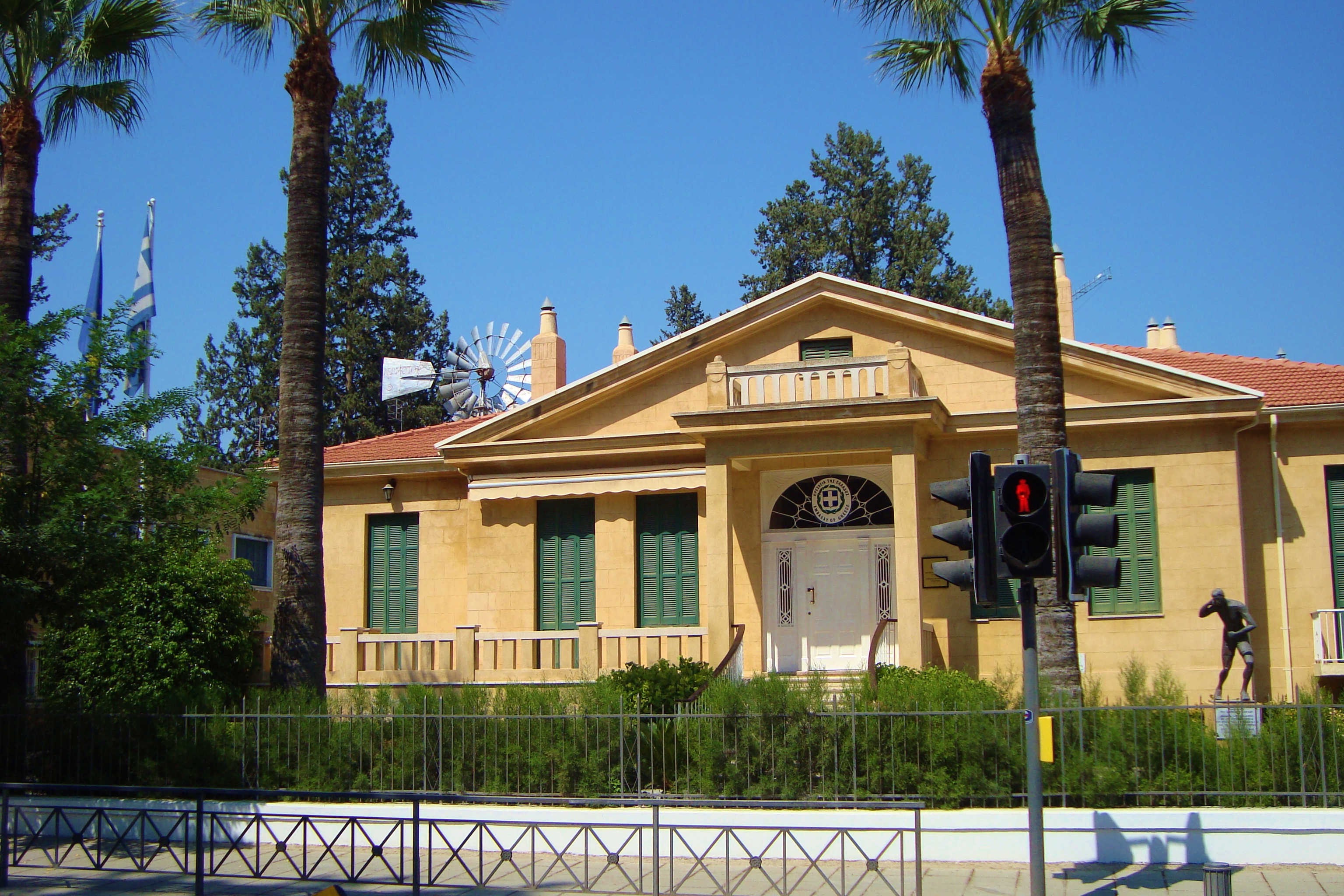
Ambassade de Grèce à Nicosie, Chypre.

Chypre est le partenaire privilégié de la Grèce. La langue officielle de la république de Chypre est le grec, son hymne national, sa fête nationale (25 mars) ainsi que sa devise nationale sont les mêmes. Historiquement, Chypre a des liens très étroits avec la Grèce qui a longtemps cherché à rattacher l'île (Enosis). Les Chypriotes partagent une culture commune avec les Grecs (orthodoxie, mode de vie méridional, langue). Les deux pays sont représentés par leurs ambassades respectives. Chypre dispose d’un Consulat général à Thessalonique. Les relations diplomatiques entre la Grèce et Chypre remontent à 1960, date de la fondation officielle de la république de Chypre. Le ministère grec des Affaires Étrangères note à ce sujet : « Les relations politiques entre la Grèce et Chypre sont excellentes. Elles reflètent le rapprochement entre les deux sociétés et se développent à un rythme soutenu dans tous les domaines. Les relations étroites se caractérisent par des contacts fréquents entre les dirigeants politiques des deux pays, à tous les niveaux, ce qui contribue à une meilleure coordination des actions et des initiatives, tant au sujet de la question chypriote, que dans le cadre de l’Union Européenne. Les conventions bilatérales qui ont été signées entre les deux pays reflètent cette réalité et couvrent un large éventail de domaines de coopération. »

### Relations avec la France

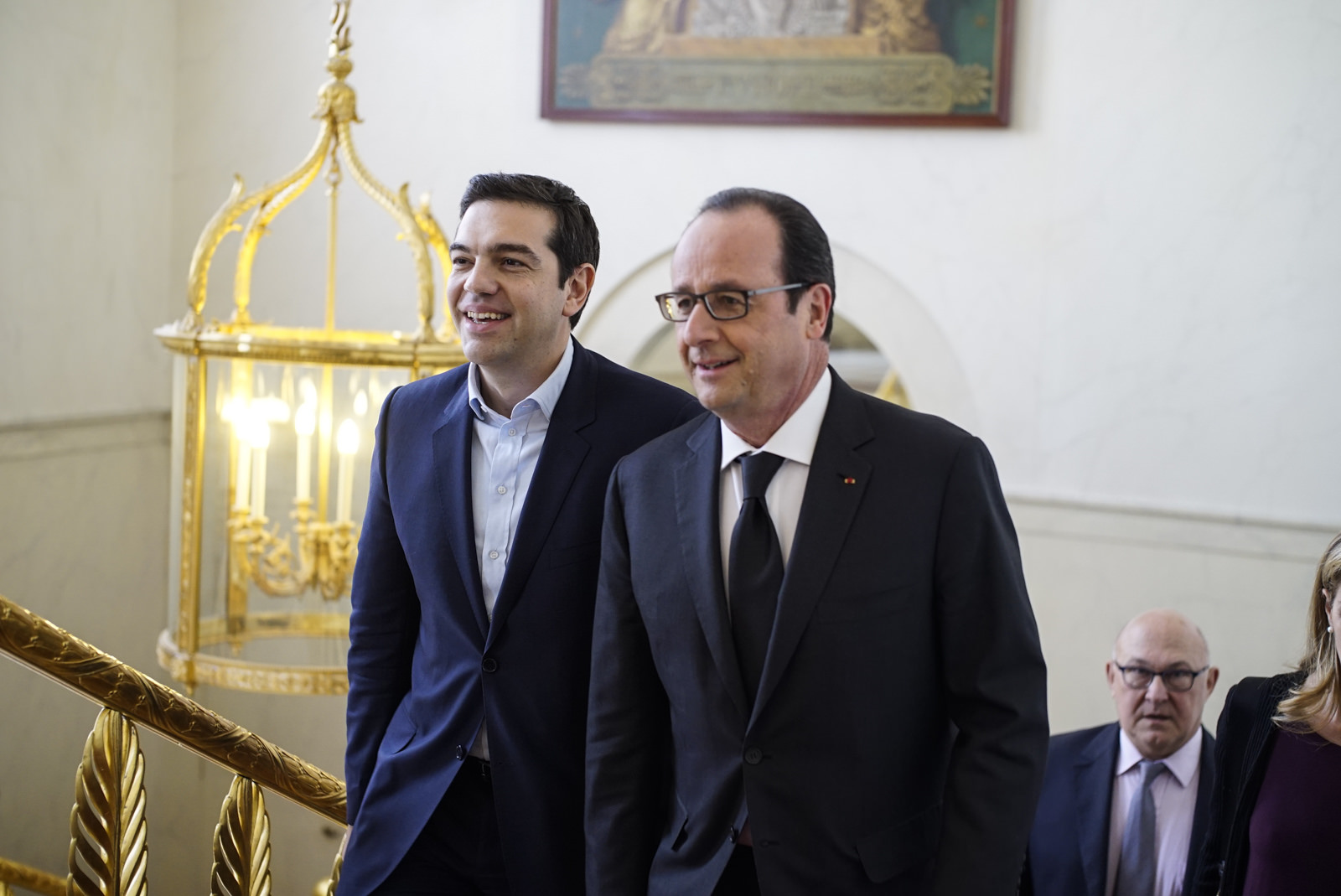
François Hollande reçoit au Palais de l'Élysée le Premier ministre grec, avril 2015.

La France et la Grèce ont des relations très étroites et ce, depuis longtemps.
L'influence culturelle grecque a considérablement marqué les élites françaises des XVIIe et XVIIIe siècles : la France de Louis XIV s'inspire largement de l'architecture classique antique dans la construction de ses monuments (château de Versailles, château de Vaux-le-Vicomte). Les philosophes des Lumières ne sont pas indifférents face à l'héritage hellénique : Montesquieu s'inspire de la « cité idéale » de Platon lorsqu'il rédige De l'Esprit des Lois, Diderot appréciait les Lettres grecques tandis que l'abbé Barthélémy faisait l'éloge de l'Hellade classique dans son Voyage du Jeune Anacharsis paru en 1788. Durant la guerre d'indépendance grecque, les milieux littéraires soutiennent activement les insurgés, à l'image de Chateaubriand, Berlioz ou Rossini. Dans son poème « L'Enfant », Victor Hugo célèbre la civilisation grecque qui se perd sous la domination ottomane. L'École française d'Athènes est fondée en 1846 et contribue à nouer des liens importants entre les deux États. En 1981, la Grèce rejoint la Communauté économique européenne grâce à l'appui de la France et aux très bonnes relations qu'entretiennent le président de la République française, Valéry Giscard d'Estaing, et le Premier ministre grec Konstantínos Karamanlís. La France compte deux établissements scolaires en Grèce, un à Athènes (lycée franco-hellénique Eugène Delacroix) et un à Thessalonique, ouvert en 1906. L'ambassade de France est située à côté du Parlement, de la place Sýntagma et de la présidence de la République. En 2019, le ministre français de l'Économie Bruno Le Maire réaffirme la vigueur des relations franco-helléniques : « Les liens entre la France et la Grèce vont au-delà de la relation économique. Ils sont aussi culturels. Construisons sur cette confiance mutuelle, sur ces liens pour bâtir des relations économiques toujours plus fortes entre nos deux pays. »

### Relations avec la Serbie
Grèce et Serbie sont des partenaires historiquement très proches. Les deux pays ont tous deux gagnés leur indépendance vis-à-vis de la Sublime Porte et des échanges culturels et diplomatiques existaient déjà du temps où la Serbie était une principauté sous influence byzantine. Aux XIIe et XIIIe siècles, les deux pays se sont battus contre les Ottomans ensemble à la bataille de Gallipoli en 1312. L'orthodoxie participe à renforcer ce lien culturel. Au XIXe siècle, Pierre Ier de Serbie et Georges Ier de Grèce sont les architectes de la Ligue balkanique qui vise respectivement à créer un grand Royaume de Serbie et à réaliser la Grande Idée pour Athènes. Les deux pays sont tous les deux signataires d'un pacte quadripartite d'assistance mutuelle avec la Roumanie et la Turquie en 1934. La position non-aligné de Tito permet, dans l'après-guerre, la pérennité des relations diplomatiques et culturelles. Durant la guerre de Bosnie, Athènes propose sa médiation, qui n'aboutissent cependant pas. En outre, cette dernière refuse de participer au bombardement de l'OTAN contre les positions serbes et proteste vigoureusement. Aujourd'hui, la Serbie est un partenaire de la Grèce qui soutient d'ailleurs son adhésion à l'Union Européenne. De surcroît, le pays n'a pas reconnu l'indépendance du Kosovo. Il existe un musée serbe à Corfou, et une statue de l'ancien influent homme politique grec Elefthérios Venizélos a été inauguré à Belgrade.

### Relations avec les États-Unis

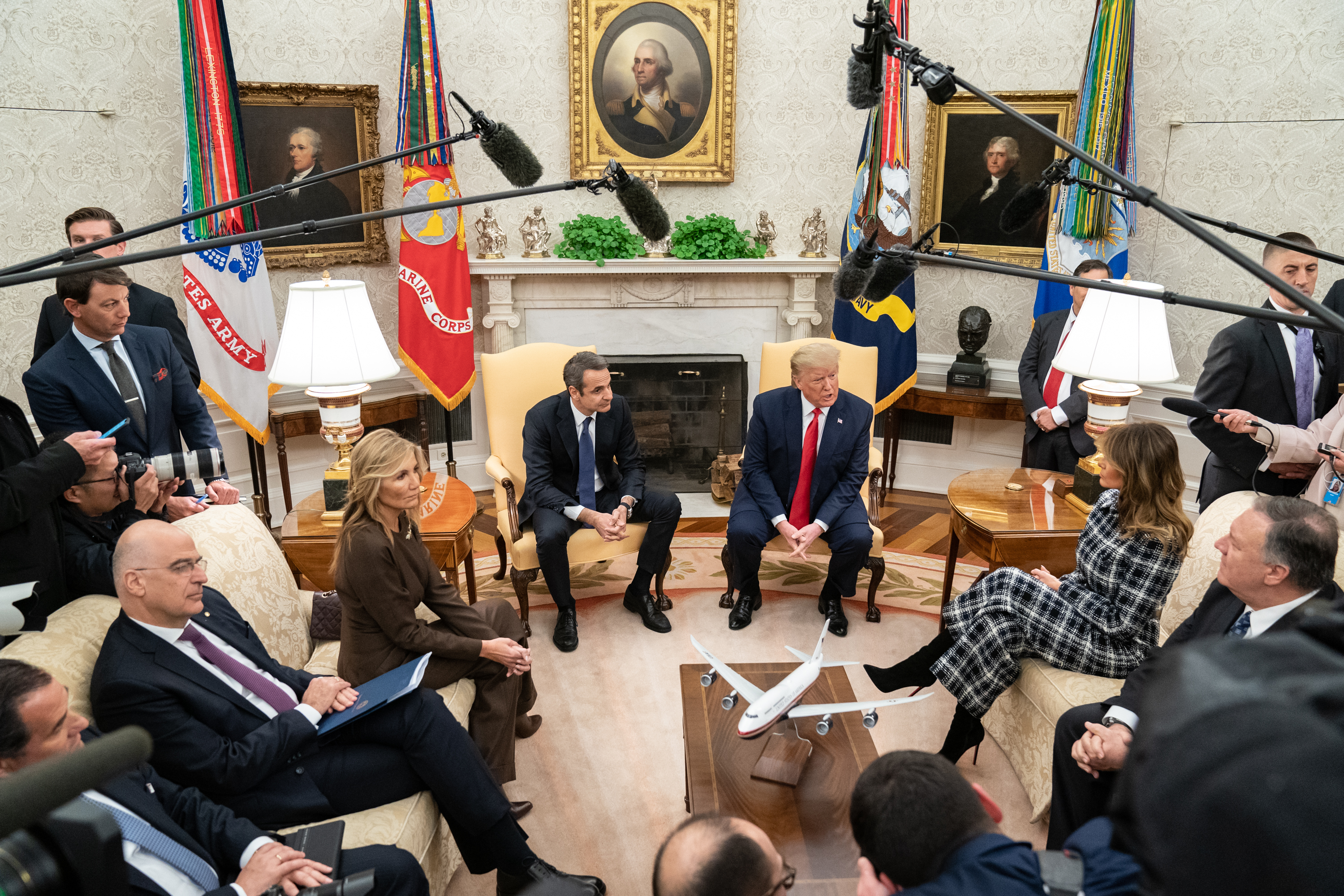
Conférence de presse entre Kyriakos Mitsotakis et Donald Trump, automne 2019.

Les États-Unis sont un partenaire économique important pour la Grèce, qui entretient une relation cordiale avec Washington. Les deux pays partagent des idéaux communs, comme l'a rappelé Alexis Tsipras en 2017, alors en visite à la Maison Blanche : « N'oublions pas que sont nées en Grèce les valeurs que vous défendez aujourd'hui, la Liberté et la Démocratie. » Les États-Unis ont soutenu les Grecs dans leur lutte pour l'indépendance, et ont aidé financièrement le pays après la Première Guerre mondiale et la Seconde Guerre mondiale. La Grèce a pu bénéficier du plan Marshall. À l'heure du containment et de la lutte contre le communisme, les États-Unis supportent activement avec les Britanniques les royalistes dans leur combat contre les communistes entre 1946 et 1949, ainsi que la dictature des Colonels par l'action du vice-président américain Spiro-Agnew. Aujourd'hui, les deux pays entretiennent des relations amicales. En 2017, Alexis Tsipras s'y rend pour rencontrer le nouveau président américain Donald Trump. En 2019, Kyriakos Mitsotakis fait de même. Il existe une importante communauté grecque en Amérique.

### Relations avec la Russie

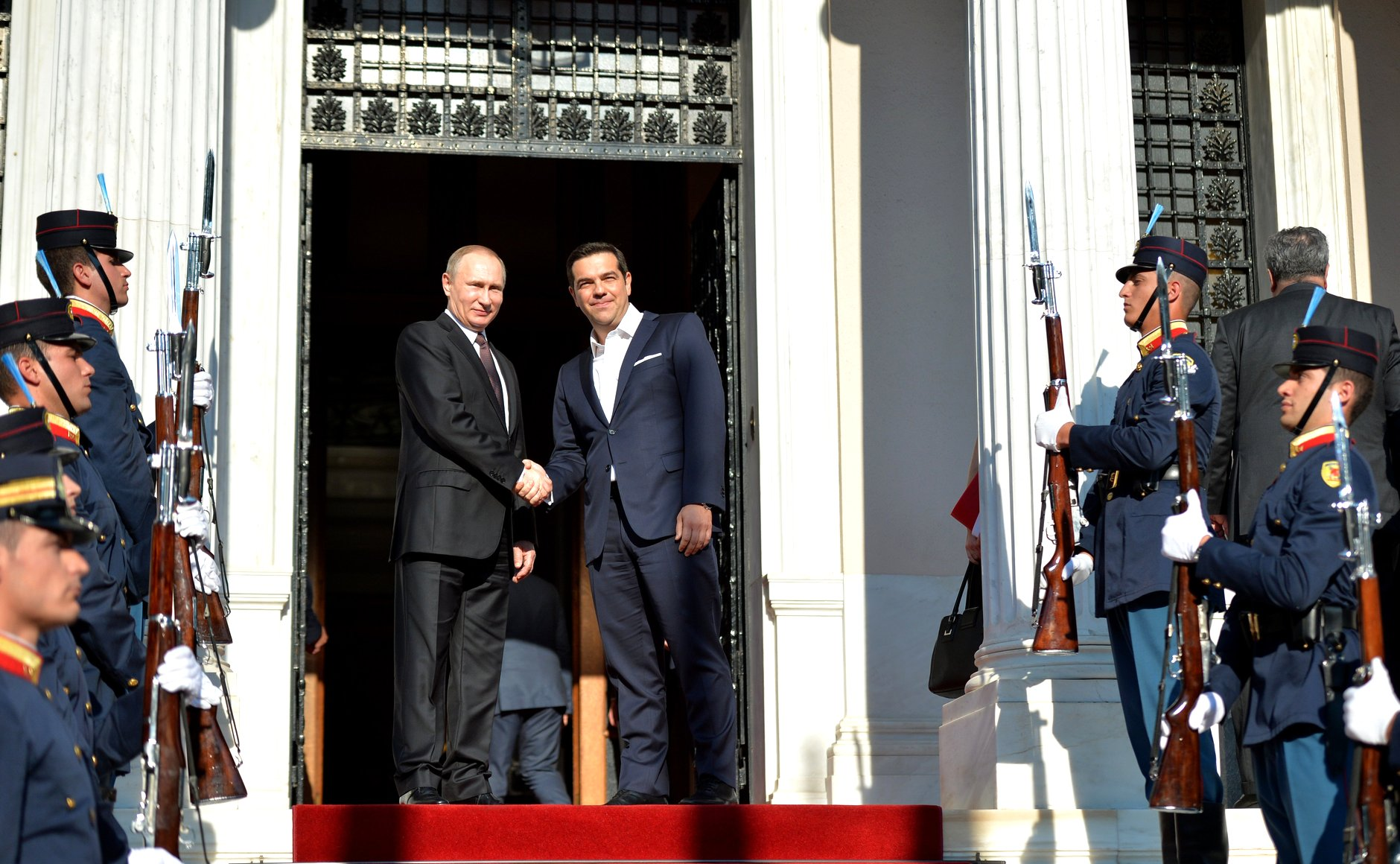
Vladimir Poutine reçu à la Villa Maximos à Athènes par Alexis Tsipras, mai 2016.

Moscou a toujours été très proche d'Athènes. Dès le XVIIIe siècle, la cause grecque trouve un écho tout particulier à Saint-Pétersbourg auprès de Catherine II, qui envisage la création d'un grand royaume de Grèce orthodoxe. Toutefois, ce projet n'aboutit pas mais ne fait pas disparaître pour autant le soutien russe aux indépendantistes grecs. Le diplomate Ioannis Kappodistrias ainsi que le général Ypsilantis ont servi à la cour de Russie. En 1828, la première légation russe est ouverte à Athènes. La petite-nièce du tsar Nicolas Ier, la grande-duchesse Olga, devient reine consort des Hellènes par son mariage avec Georges Ier de Grèce. Les deux pays sont alliés durant la Première Guerre mondiale. En 1920, le soutien bolchévique aux soldats kémalistes participe à la défaite grecque et à la Grande Catastrophe et rompt cette alliance. Les relations diplomatiques sont rétablies en 1924 mais se tendent avec la politique anti-communiste du régime de Ioannis Metaxas. Le traité de Moscou du 9 octobre 1944 (en), signé secrètement entre Churchill et Staline, laisse la Grèce dans la zone d'influence britannique. L'Union soviétique renonce donc à tout soutien aux communistes locaux, qui sont pourtant bien plus nombreux et influents. Cet accord va aboutir à la sanglante guerre civile qui ne s'achèvera qu'en 1949 et aux conséquences fratricides. Entre 1967 et 1974, la dictature des colonels, régime autoritaire anti-communiste soutenu par les Américains dans le cadre de la doctrine Truman, suspend les relations diplomatiques. En 1993, un traité d'amitié et de coopération est signé. De nos jours, la Russie et la Grèce entretiennent de bonnes relations diplomatiques et politiques.

### Relations avec l'Arabie saoudite
Les relations entre la Grèce et l'Arabie saoudite se réfèrent à la fois aux liens bilatéraux actuels et historiques entre les deux pays. La Grèce et l'Arabie saoudite ont des ambassades à Riyad et à Athènes, respectivement. De plus, la Grèce a un consulat général à Djeddah. Le roi Saud d'Arabie saoudite, qui a régné le pays de 1953 à 1964, résidait pour la première fois en exil en Grèce avant de déménager en Égypte. En Grèce, où il a cherché des soins de fin de vie, il est décédé en 1969. En raison de ses «dépenses somptueuses» en Grèce, il a été appelé le «touriste parfait».
La présidente grecque Ekateríni Sakellaropoúlou et le ministre saoudien de la Culture, le prince Badr ben Abdullah ben Mohammed bin Farhan al Saud, se sont rencontrés à Athènes pour parler d'un programme culturel bilatéral en mai 2021 qui se concentrerait sur le développement archéologique de la zone de la vieille région Qaryat al-Faw. Après cela en décembre 2021, la Grèce et l'Arabie saoudite ont signé un accord de transport maritime à Londres. En outre, le prince saoudien MBS, qui a été impliqué dans le meurtre du journaliste saoudien Jamal Khashoggi, a visité la Grèce en juillet 2022 pour signer des accords sur les technologies de transport maritime, d'énergie et de défense,.